# الحياة من دون تجربة لا تستحق أن تعاش
- "الحياة غير الممتحنة لا تستحق أن تُعاش."

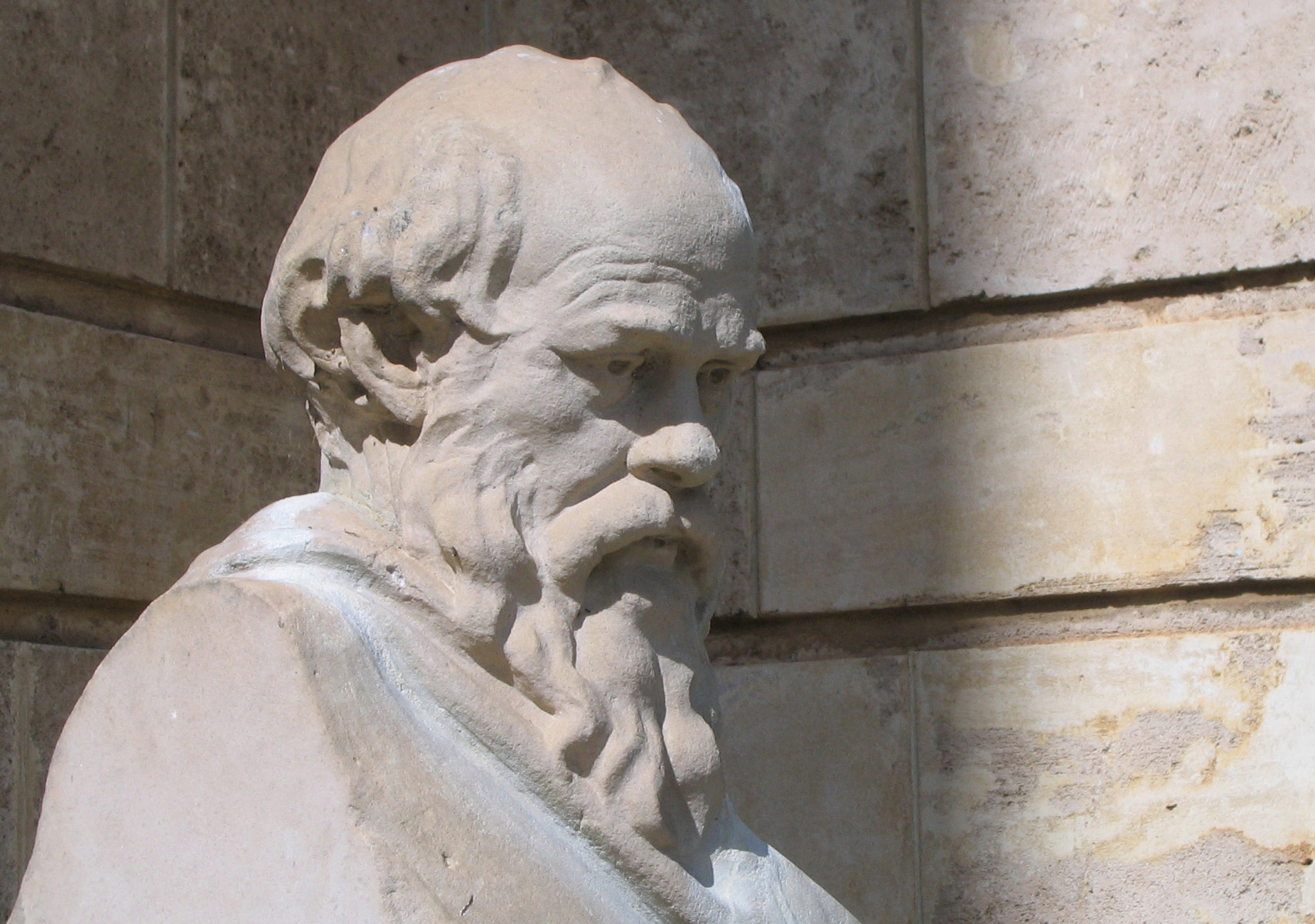
تمثال لسقراط

الحياة بدون تجربة لا تستحق أن تعاش (اليونانية القديمة: νεξ ττ αστος βίος βιωτ τ ς ν νθρ ών π CO2) هي مقولة شهيرة على ما يبدو أن سقراط قالها في محاكمته بتهمة المعصية وإفساد الشباب، والذي حُكم عليه في وقت لاحق بالإعدام، كما هو موضح في اعتذار أفلاطون (38a5-6).

## المعنى
من المفترض أن هذه المقولة قالها سقراط أثناء محاكمته بعد أن اختار الموت بدلاً من المنفى. فهي تمثل (بالمصطلحات الحديثة) الخيار النبيل، أي اختيار الموت في مواجهة البديل.